# Pianosonate (MacRae)
Staurt MacRae componeerde zijn tot 2007 enige pianosonate in 1998.
Hij probeerde rond die tijd tweedelige composities af te leveren, waarbij er voldoende balans was doch ook aanmerkelijke verschillen waren tussen beide delen. Dit kon naar zijn mening alleen bereikt worden als beide delen los van elkaar al in balans waren en zodoende ook op eigen benen konden staan. Deel 1 van zijn sonate is al diverse malen als "los" werk uitgevoerd.
Delen:
1. Variations; alhoewel niet op de echt klassieke wijzen, wordt hier een thema met variates toegepast;
2. Erosion/Glacial; rustige clusterakkoorden gaan langzaam over in meer heldere polyfone akkoorden.

De componist beschouwt deze compositie als een muzikale beschrijving van zijn hobby; bergwandelingen. Deel 1 is een wat heftiger deel, waarin de berg nog bewandeld en beklommen moet worden; deel 2 is het gevoel dat men krijgt als men de top heeft bereikt.

## Bron
- uitgave Delphian